# Raitsentr
Raitsentr (en rus: Райцентр) és un poble (un possiólok) de l'óblast de Tambov, a Rússia, segons el cens del 2010 tenia 137 habitants.